# Lophocosma nigrilinea
Lophocosma nigrilinea är en fjärilsart som beskrevs av John Henry Leech 1888. Lophocosma nigrilinea ingår i släktet Lophocosma och familjen tandspinnare. Inga underarter finns listade i Catalogue of Life.